# Xã Prairieville, Quận Pike, Missouri
Xã Prairieville (tiếng Anh: Prairieville Township) là một xã thuộc quận Pike, tiểu bang Missouri, Hoa Kỳ. Năm 2010, dân số của xã này là 1.042 người.